# Iglesia matriz de Santa María de Guía
La iglesia matriz de Santa María de Guía data del siglo XV y se encuentra en el casco antiguo de Santa María de Guía de Gran Canaria, situada en el norte de la isla de Gran Canaria, estando ambos declarados como Bien de Interés Cultural con la categoría de Conjunto Histórico según Real Decreto 2720/1982.

## Historia
En la fundación de la villa, hoy ciudad, de Santa María de Guía de Gran Canaria hay que destacar dos etapas sucesivas. La primera es la que se refiere a la culminación de la conquista de Gran Canaria y su incorporación a la Corona de Castilla. La segunda trata del enclave geográfico en que Sancho de Vargas mandó construir la primera y primitiva ermita. 
Al finalizar la conquista en el 1483, don Pedro de Vera comenzó el reparto de tierras entre militares y nobles indígenas. En los primeros se encontraba don Sancho de Vargas Machuca, al que correspondieron unos terrenos situados en la Vega de Agáldar, a un cuarto de legua de la Iglesia Matriz de Santiago de los Caballeros de Gáldar, en el lugar conocido como la Loma de Caraballo; en ese lugar fundó Sancho de Vargas una ermita dedicada a Nuestra Señora de Guía.
La Iglesia no pudo ser acabada antes de que Sancho de Vargas, marchara a Tenerife en el año 1500. En torno a esa ermita fue creciendo
un pueblo. En los años de la década de 1500, la entonces ermita de Santa María de Guía se desglosa del "beneficio" de Gáldar, para erigirse como Parroquia independiente. Tal disposición, que data del 15 de diciembre, fue tomada por el Rey de España y Emperador de Alemania Carlos V y por doña Juana, su madre; y en ello ordenan al entonces obispo Fray Juan de Salamanca, que los dos Beneficios de Telde y Gáldar se dividieran. Sin embargo, será a partir de 1565 cuando la parroquia de Guía funcione como tal.
Hacia finales del siglo XVI, la ermita de Santa María de Guía, de única nave, poseía tres retablos con pequeñas imágenes y lienzos pintados. Con el paso del tiempo, la Villa de Guía fue creciendo. La ermita se hizo pequeña y fue deteriorándose hasta el punto de tenerse que apuntalar porque amenazaba el derrumbamiento. Esto ocurre el 22 de febrero de 1602, cuando el Provisor don Gonzalo Hernández de Medina anuncia que sería conveniente reedificarla y ampliarla. Posteriormente, en el siglo XVIII, se edificó la actual iglesia.
Toda obra arquitectónica abarca una serie de etapas. En el templo guíense observamos:
- El período de tanteo abarcaría desde 1602 hasta el año de 1665, con interrupciones en la construcción de casi 20 años: desde 1624 a 1648. El 22 de febrero de 1602, el Provisor don Gonzalo Hernández de Medina hace saber que la primitiva ermita mandada a construir por Sancho de Vargas presenta peligro de ruina, aparte de ser un local pequeño para el creciente número de fieles. A tal efecto propone una ampliación y reconstrucción de la pequeña ermita, para lo cual se compran dos casas contiguas a la iglesia. El Provisor nombra responsable de la construcción a don Nicolás Franquis, regidor de la isla, y a don Alonso Gómez Castrillo, que había de actuar como supervisor de las obras. En 1614 la iglesia muestra ya su nueva estructura. Desde 1624 a 1648 las obras se paralizan, levantándose tan solo la capilla de la epístola. En 1648 se ejecutan las obras de la carpintería y artesanado. El 16 de mayo de 1653 se comienzan las obras del arco colateral de la capilla mayor. En enero de 1665 se realizan las obras de arquerías, aprovechando los pilares de la antigua iglesia, bajo la dirección de Pedro Hernández, de Matías Hernández y de Antón Pérez, maestros de la fábrica. En este mismo año se efectúan la carpintería, los desagües, la decoración y otras labores.

- El segundo período, correspondiente a la construcción de la capilla de San José, data del año 1740. Don Baltasar Rodríguez de Niz y Quintana manifiesta que "0por su gran inexplicable devoción y por los infinitos favores recibidos de San José decidió dar culto a su imagen". El obispo don Pedro Manuel Dávila y Cárdenes concede su permiso de construcción en un decreto de 29 de abril de 1735. Asimismo, nombra a don Baltasar patrono de la capilla.

- Al tercer período, o de José Luján Pérez, corresponden las obras de fachada y torres debidas al imaginero guíense, quien por entonces contaba tan solo con 24 años.

La población de Santa María de Guía aumentó a lo largo del siglo XVI, lo cual, hacia fines de la centuria instaurada, hace que la antigua ermita de la Villa quede insuficiente para albergar al creciente número de fieles.
En 1607 ya se estaba trabajando en el nuevo templo parroquial, que se construyó en el mismo solar del primitivo. Según Pérez Navarro, el 26 de octubre de 1619 se trasladan los cultos, a fin de facilitar el proceso de la construcción del nuevo templo. Las obras de este, sin embargo, marchan a un ritmo lento, debido a una serie de discordias entre los patronos y los vecinos del municipio. Tan fuerte debió ser la discordia entre patronos y vecinos, que el propio obispo de la Cámara y Murga amenaza con dar licencia a los vecinos de la Villa para que las obras las realizasen directamente, exonerando a los patronos de los derechos que ostentaban sobre la fábrica del templo.
Durante el largo espacio de tiempo en que la construcción de la iglesia estuvo puesta en manos de los vecinos. Con la obra de Antón Pérez, efectuada en la segunda mitad del siglo XVII, el templo que se construye va adquiriendo estructura de planta basilical, en el conjunto que existía en ese entonces en su interior es, aproximadamente, el que vemos en la actualidad, exceptuando algunos detalles que se irían añadiendo o reformando con posterioridad.
Así, pues, el interior del templo es el siguiente: Planta basilical, de tres naves, acabadas en dos capillas colaterales las de
los extremos y en presbiterio y capilla mayor la central. Por diversas devociones particulares, dicha planta se vería aumentada por tres capillas laterales, dos que comunican con la nave de la Epístola y la tercera con la del Evangelio. Encintramos dos series de columnas de orden toscano, de escasa altura, que arrancan partiendo de bases cuadrangulares. Sobre
ellas y enlazándolas se disponen arcos de medio punto.

## Vidrieras
La Iglesia Matriz de Santa María de Guía tiene en total ocho artísticas y destacables vidrieras realizadas por la casa de los hermanos Mauméjean, prestigiosos artistas. Son de gran y significable tamaño con representación de varias advocaciones marianas y de otros santos y alegorías. Entre las más destacadas y las más importantes destaca, la que representa y la imagen de la Virgen de Guía. Tiene un gran valor también las vidrieras que reproducen la imagen de la Virgen de las Mercedes de José Luján Pérez; estas dos vidrieras están colocadas en lo alto de las dos puertas laterales. Otras dos representan a San José y a Santa Teresa y en la capilla del Calvario aparecen otras dos con reproducciones del Corazón de Jesús y el Corazón de María.

## Estilo y Descripción
El estilo externo de la iglesia es neoclásico. La decoración es escasa, predominando un sentido de austeridad. Fue realizada por José Luján Pérez en el que su preocupación al realizar esta fachada, fue que predominase la armonía.
La planta es rectangular, flanqueada por dos torres de planta cuadrada. Su fachada ofrece tres partes en un mismo plano; la central corresponde a las portadas y las dos laterales quedan enmarcadas por las torres. Como únicos elementos decorativos vemos los frontones curvos y partidos, las veneras, el sinuoso cornisamiento y la cantería que resalta ante la enjalbegada fachada.
En el interior de la iglesia, llama la atención la diferencia de estilos arquitectónicos: colonial, gótico y renacentista, perfectamente conjugados.

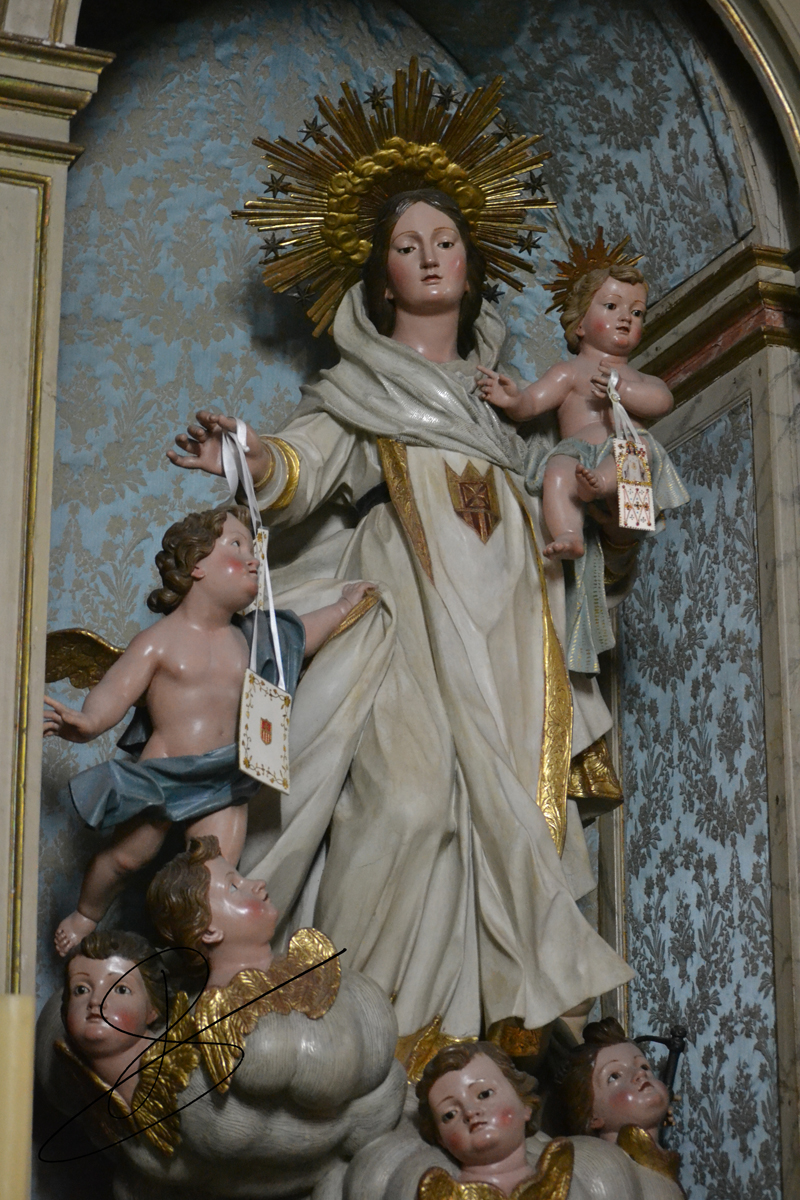
Nuestra Señora de Las Mercedes, realizada por José Luján Pérez en 1802. Esta obra, encargada y costeada por los hermanos Gaspar y Lorenzo Montesdeoca, sustituye a otra imagen de la misma advocación, que contaba con cofradía propia.

### Retablo Mayor
El Retablo Mayor del templo data de fines del siglo XVIII. Su diseño presenta dos zonas bien definidas: el cuerpo central y el ático. El primero de ambos tiene un diseño catalogado como barroco tardío; a través del amplio vano central se asoma desde el camarín al templo, la imagen de la Virgen de Guía, que está enmarcada en su trono baldaquino labrado en plata, que estrenó en agosto de 1955. En cuanto al ático del retablo, su traza es algo más sencilla que el resto de la obra: tiene un aspecto inconfundiblemente neoclásico y es fruto del imaginero y escultor José Luján Pérez; data de 1799. Igualmente es obra de dicho artista la talla del Cristo Crucificado que preside esta parte del retablo. La cubierta de la capilla es de estilo neomudéjar; no es originaria de la época de construcción de esta, pues es consecuencia de las importantes obras de restauración que el templo sufrió de 1982 a 1986.
La lámpara de plata situada sobre el Presbiterio de estilo barroco, es donación del Capitán Juan Gómez Castrillo, originaria del siglo XVII y procedente de Las Indias.

### Retablo de Nuestra Señora de Las Mercedes
Se considera el espacio más antiguo del templo. En el siglo XVIII era conocido como Nuestra Señora del Rosario, pero a inicios del XIX ya había cambiado de advocación mariana por el actual, en alusión al barroco grupo escultórico de Nuestra Señora de Las Mercedes, realizada por José Luján Pérez en 1802. Esta obra, encargada y costeada por los hermanos Gaspar y Lorenzo Montesdeoca, sustituye a otra imagen de la misma advocación, que contaba con cofradía propia.

### Capilla del Calvario
Originariamente era conocida como de "Jesús Nazareno". Fue fundada por el capitán D. Antonio Díaz de Bilbao, personaje cuya tumba también se encuentra en el centro del pavimento de la capilla (murió en 1696, según consta en la losa de esta). Presidida por un retablo historicista del siglo XIX, el recinto acoge algunas de las esculturas que componen la Semana Santa guiense; en concreto pueden apreciarse tres de José Luján Pérez, de fines del siglo XVIII, (Cristo atado a la columna, Crucificado y Virgen de los Dolores), otra del palmero Arsenio de Las Casas, de 1891 (San Juan Evangelista) y dos de autor desconocido, posiblemente del siglo XVII (Cristo con la Cruz a cuestas y Santa Verónica). Esta parte del templo está coronada por un artesonado de clara influencia mudéjar.

### Baptisterio y Capilla del Sepulcro
Junto a la Torre del Reloj está situada una pequeña capilla que da paso a una aun menor, que durante mucho tiempo actuó como Baptisterio (ya no ejerce como tal, puesto que los cambios litúrgicos trasladaron tal función a la zona más noble del Presbiterio). La capilla tiene cubierta mudéjar, bajo la cual se encuentra el excelente conjunto del Sepulcro y el Cristo Yacente. El autor de estos últimos es el escultor agaetense José de Armas Medina, siendo estrenado en 1947. El Sepulcro, confeccionado íntegramente en madera, presenta una rica decoración historicista de la que forman parte frisos con relieves alusivos a la Pasión de Jesucristo, figurillas de bulto redondo con tema de los Apóstoles y otros personajes de la vida pública de Jesús, así como pilastras de orden salomónico y detalles vegetales.

### Capilla de la Epístola
Data de mediados del siglo XVII, siendo fundada por el entonces Beneficiado de la Parroquia Juan Bautista Espino y López. Su nombre originario es "Capilla-Altar del Dulce Nombre de Jesús", pero con el tiempo ha experimentado distintos nombres, como Altar de Nuestra Señora de los Ángeles, del Carmen, o del Cristo Predicador. El retablo, neoclásico, forma pareja con el de Nuestra Señora de Las Mercedes.

### Capilla de San José
Fue fundada por el Beneficiado Baltazar Rodríguez Déniz, cuyos restos descansan en dicha capilla. Incorpora un retablo rococó a cuyas calles laterales pueden apreciarse los retratos del fundador. El autor de las pinturas es José Rodríguez de La Oliva. La pintura con la imagen de San José, se le atribuye a Cristóbal Hernández de Quintana. Resalta el artesonado de estilo mudéjar en el techo.

### Altar de San Sebastián
Alberga la escultura procedente de la Ermita del mismo nombre, realizada poe José Luján Pérez por encargo de Doña Ignacia de Silva.

### Altar de Santa Lucía
Antiguo Altar de San Lázaro. Fundada en el siglo XVIII por Don Jacobo del Saz Cabrejas y su mujer Doña Gerónima de Águila. Alberga la imagen de Santa Lucía, una imagen de vestir, con reminiscencias populares de recuerdos flamencos.

## Imaginería

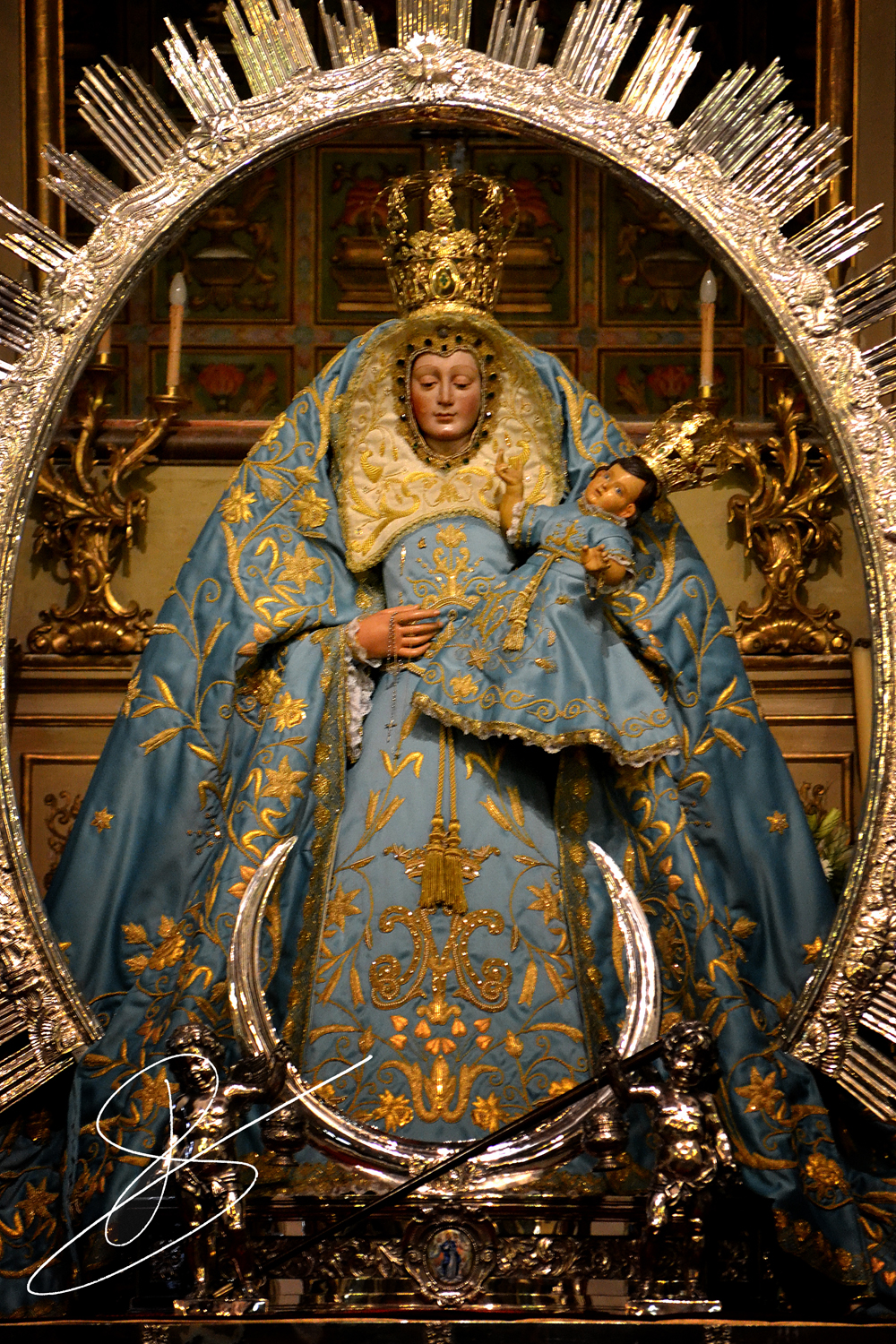
La devoción a Nuestra Señora de Guía data de los años de la conquista.

Posiblemente las imágenes que gocen de mayor devoción y por lo tanto las más importantes de la Iglesia Matriz de Santa María de Guía sean las imágenes de san José y Nuestra Señora de Guía. En la Iglesia Matriz de Santa María de Guía se encuentran esculturas de José Luján Pérez, lo cual la convierte en verdadera casa-museo. 

### Nuestra Señora de Guía
La devoción a Nuestra Señora de Guía data de los años de la conquista. Así, Sancho de Vargas levantó una ermita en su honor. Según cuenta la tradición, la imagen de la Virgen de Guía llegó al puerto de Agaete. Su destino era la ciudad de Telde. Cuando pasó por Santa María de Guía aumentó de tal forma su peso que todo intento de moverla fue imposible. Al llegar al templo parroquial, la imagen volvió a adquirir ligereza, por lo que los guienses entendieron que la Virgen había elegido esta ciudad para asentarse.
Se trata de una escultura de bulto redondo. Está toda ella recubierta de tejidos bordados; tan solo queda a la vista su cara y sus manos. Muestra un rostro sereno, donde el contraste de luz y sombra le da una expresividad concreta y realista.
En 1838 se le hizo un primer camarín. En la actualidad posee uno nuevo, impulsado por el que entonces fuera párroco de la Iglesia Matriz don Bruno Quintana y asesorado por el que fuera Cronista Oficial de la isla de Gran Canaria y fundador de la Romería del Pino, Néstor Álamo.

### José Luján Pérez
Entre ellas podemos destacar:
- En el altar mayor, realizó el retablo del templo matriz. No se sabe con exactitud la fecha en que Lujan concluyó las obras de este retablo, si bien podemos situarla con anterioridad a 1799, año en que terminó el Cristo de cedro que corona el ático. El estilo que predomina es el neoclásico, aunque todavía podemos ver en él retrasos del barroco. Lujan se muestra más clasicista en la construcción del retablo, quizás por su estructura arquitectónica.

- La Virgen de las Mercedes, situada en la capilla del mismo nombre. Esta imagen podemos considerarla como una de las obras más barrocas del polifacético Lujan; barroquismo que se nota, sobre todo, en el vuelo de los paños y en la postura casi bailarina de la imagen. El rostro de la Virgen aparece impasible; dirige su mirada al espectador y su mano parece bendecir.

- San Sebastián. Actualmente se encuentra en la Iglesia Matriz de Santa María de Guía, para su mejor custodia; pero su lugar es la ermita que lleva el mismo nombre.

- El Cristo atado a la Columna. Conjuntamente con la imagen que se encuentra en la Basílica de Nuestra Señora del Pino en Teror, conforman un estupendo acabado superficial.

- La Virgen de los Dolores. Fue una de las muchas imágenes, que José Luján Pérez, donó a la Parroquia de Guía. Antes de llegar a Santa María de Guía, esta imagen estaba custodiada en la Basílica de San Juan Bautista de Telde.

- El Cristo del Calvario.

- El Señor Predicador de la Montaña

- El Señor en el Huerto de los Olivos

### San José
La otra imagen es la de San José, escultura que presenta una total simetría muy del gusto popular. Observamos una serie de arcaísmos: en primer lugar, lo ya dicho de su total simetría; en segundo término, la colocación de los pies hacia afuera, uno un poco más adelantado para dar sensación de movimiento que, sin embargo, no se logra por la postura del resto del cuerpo.

### Arsenio de las Casas
De don Arsenio de las Casas Martín, autor también de la imagen de María Santísima de la Esperanza de Vegueta, encontramos una imagen de San Juan.

### Silvestre Bello
Del teldense, Silvestre Bello se le atribuye la imagen de Santa Verónica.

### Otros
De autores desconocidos encontramos:
- El Nazareno
- Cristo de la Humildad y Paciencia
- San Pedro Penitente

## Camarín de la Virgen de Guía

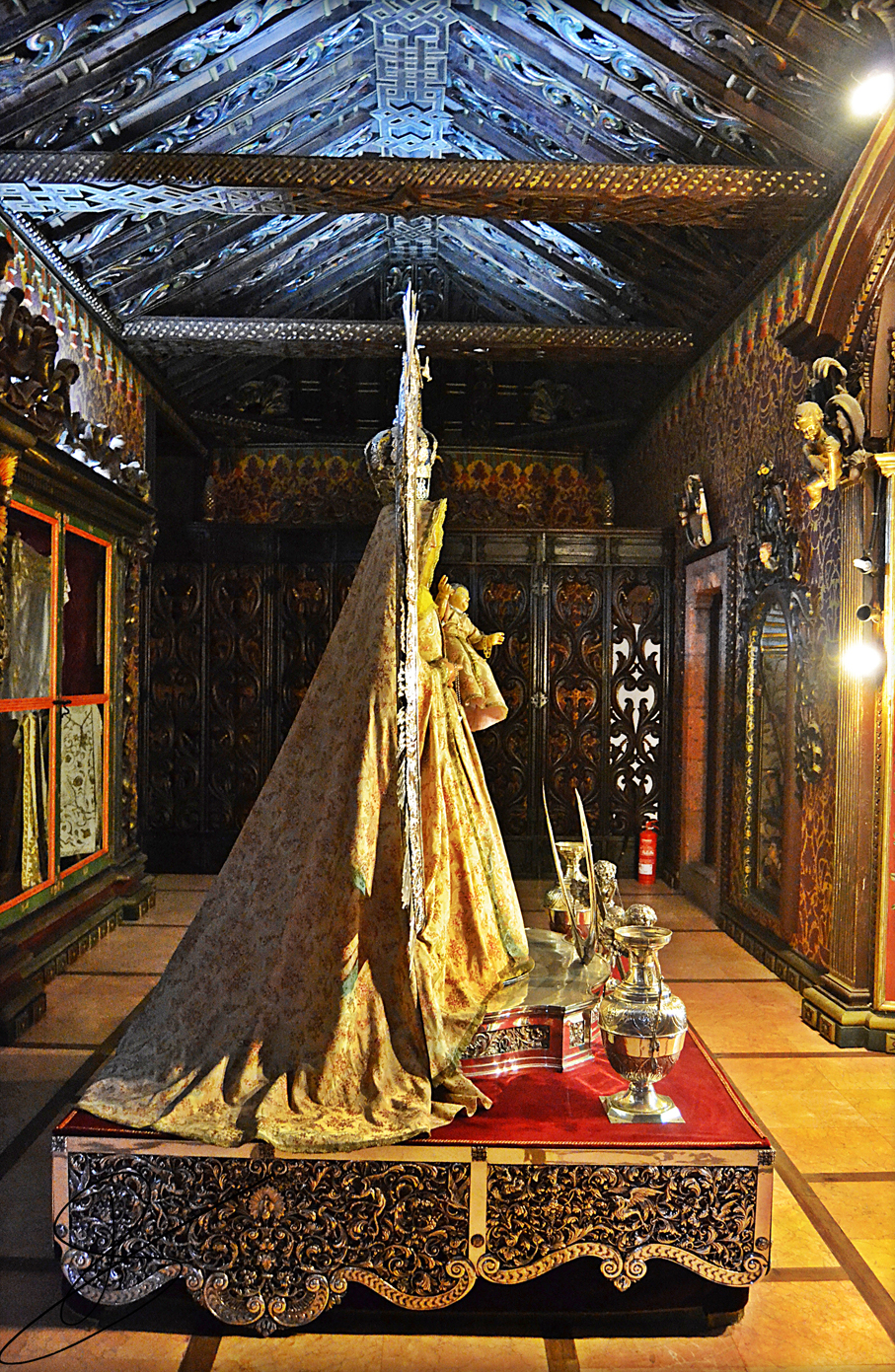
La decoración arquitectónica del camarín de la Virgen de Guía es una combinación historicista mudéjar.

Durante la década de 1960, se estuvo adecentando esta dependencia del templo parroquial, siendo inaugurado en mayo de 1972. La financiación corrió a cargo del pueblo de Guía, mediante donativos y actividades diversas a beneficio de sus obras. Se concibe como un recinto que hace las veces de residencia permanente de la Virgen titular, al tiempo que acoge un buen número de objetos litúrgicos y artísticos de la Parroquia, algunos en desuso y otros que se exhiben en diversas celebraciones a lo largo del año.
La decoración arquitectónica es una combinación historicista de mudéjar (en el artesonado central) y rococó (especialmente en la crestería de algunas vitrinas y en el cancel de la entrada). Todo el conjunto está envuelto en una policromía pictórica en la que destacan los motivos vegetales; invade esta detalles como los fondos de hornacinas, paredes e incluso la cara interior de algunas puertas. Los artífices de esta decoración son artistas locales: el tallista Juan Serrano, el ebanista Pedro Mendoza y la pintora Juana López.
Entre los variados objetos expuestos en el recinto del Camarín se encuentran: En el apartado de orfebrería, destacan las andas de baldaquino de plata que enmarcan a la imagen de la Virgen de Guía, que fueron estrenadas en agosto de 1955; dentro de ellos se encuentran anexionados el sol y la media luna que ya acompañaban a la patrona en el siglo XVIII, realizados también en el mismo metal. Asimismo, puede contemplarse la custodia barroca procedente de las Indias. Los objetos textiles son numerosos en el recinto del Camarín. Entre ellos se encuentran algunos mantos de la Virgen, estandartes, palios, así como casullas, dalmáticas, capas y ternos utilizados en épocas pasadas por el clero (entre ellos, el juego donado por el guiense Canónigo Pedro Gordillo que envió desde Cuba cuando se encontraba exiliado en dicha isla, siglo XIX). También existen otros enseres como pinturas, esculturas o relicarios.

## Efemérides
- En 1973 y con motivo de la visita oficial de don Juan Carlos I de España y doña Sofía de Grecia como Príncipes de Asturias, visitaron Santa María de Guía y accedieron luego al interior de la Iglesia Matriz, donde contemplaron el nuevo Camarín de la Virgen de Guía, inaugurado por el Cardenal-Arzobispo de Sevilla, José María Bueno Monreal. Quedó constancia de la visita oficial en una placa conmemorativa de tal hecho en las escaleras de las dependencias del Camarín, y la posterior firma en el libro de oro del Templo Matriz.

- El 14 de octubre de 2019, la imagen de la Virgen del Pino (Patrona de Gran Canaria) se hospedó en este templo dentro de su peregrinación a los municipios afectados por el incendio de Gran Canaria de 2019.[2]